# Iris albicans
Iris albicans és una espècie que pertany a la família de les iridàcies.

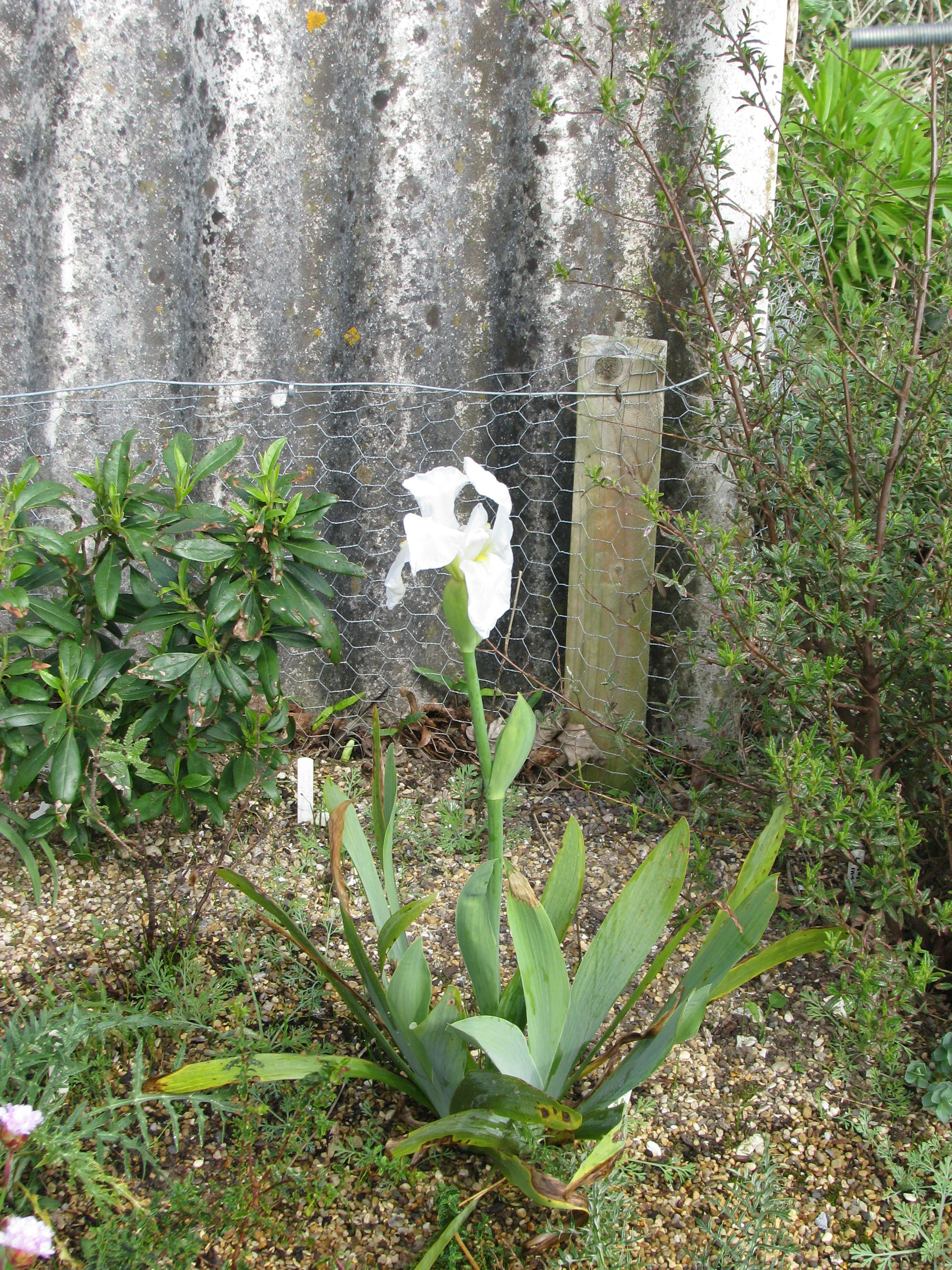
Vista de la planta

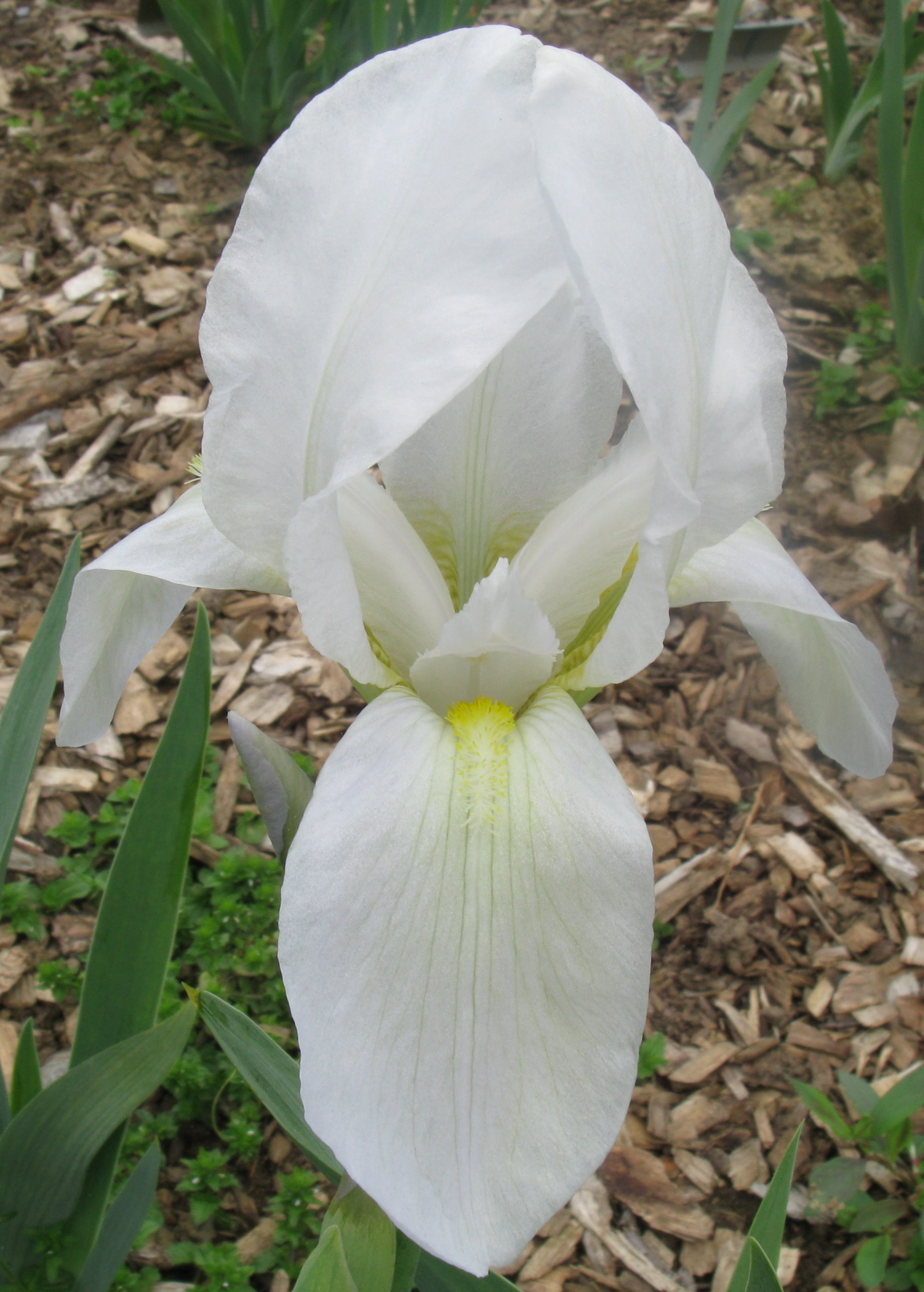
Detall de la flor

## Descripció
Té tiges de fins a 45 cm d'altura, escassament ramificats en la part superior. Les fulles de fins a 20 x 2,2 cm. La Inflorescència amb 3-5 flors, solitàries o per parelles, sobre peduncles de fins a 10 cm, blanques. Bràctees de 3-4,5 cm, àmpliament ovades, obtuses, àmpliament membranoses. Pedicels de fins a 4 mm. El periant té un tub de 15-20 (-30) mm; els tèpals externs de 50-60 x 25-30 mm, reflexos, amb limbe obovat, amb una banda longitudinal pilosa a la part inferior amb pèls de 3 mm. Els fruits són càpsules subcilíndriques. Floreix d'abril a juny.

## Distribució i hàbitat
Originària d'Aràbia, es cultiva àmpliament a la Regió mediterrània, especialment en els cementiris musulmans, trobant-se naturalitzada.

## Taxonomia
Iris albicans va ser descrita per Johan Martin Christian Lange i publicat a Vidensk. Meddel. Naturhist. Foren. Kjøbenhavn 1860: 76 1861.
Etimologia
Iris: nom genèric anomenat així per Iris la deessa grega de l'arc de Sant Martí.
albicans: epítet llatí que significa "blanquinós".
Sinonímia
- Iris albicans var. madonna Dykes
- Iris albicans var. majoricensis (Barceló) Nyman
- Iris × florentina var. albicans (Lange) Baker
- Iris × florentina subsp. albicans (Lange) K.Richt.
- Iris × florentina var. madonna (Dykes) L.H.Bailey
- Iris × germanica subsp. albicans (Lange) O.Bolòs & Vigo
- Iris madonna Sprenger
- Iris majoricensis Barceló[5][6]